# バラード入り江

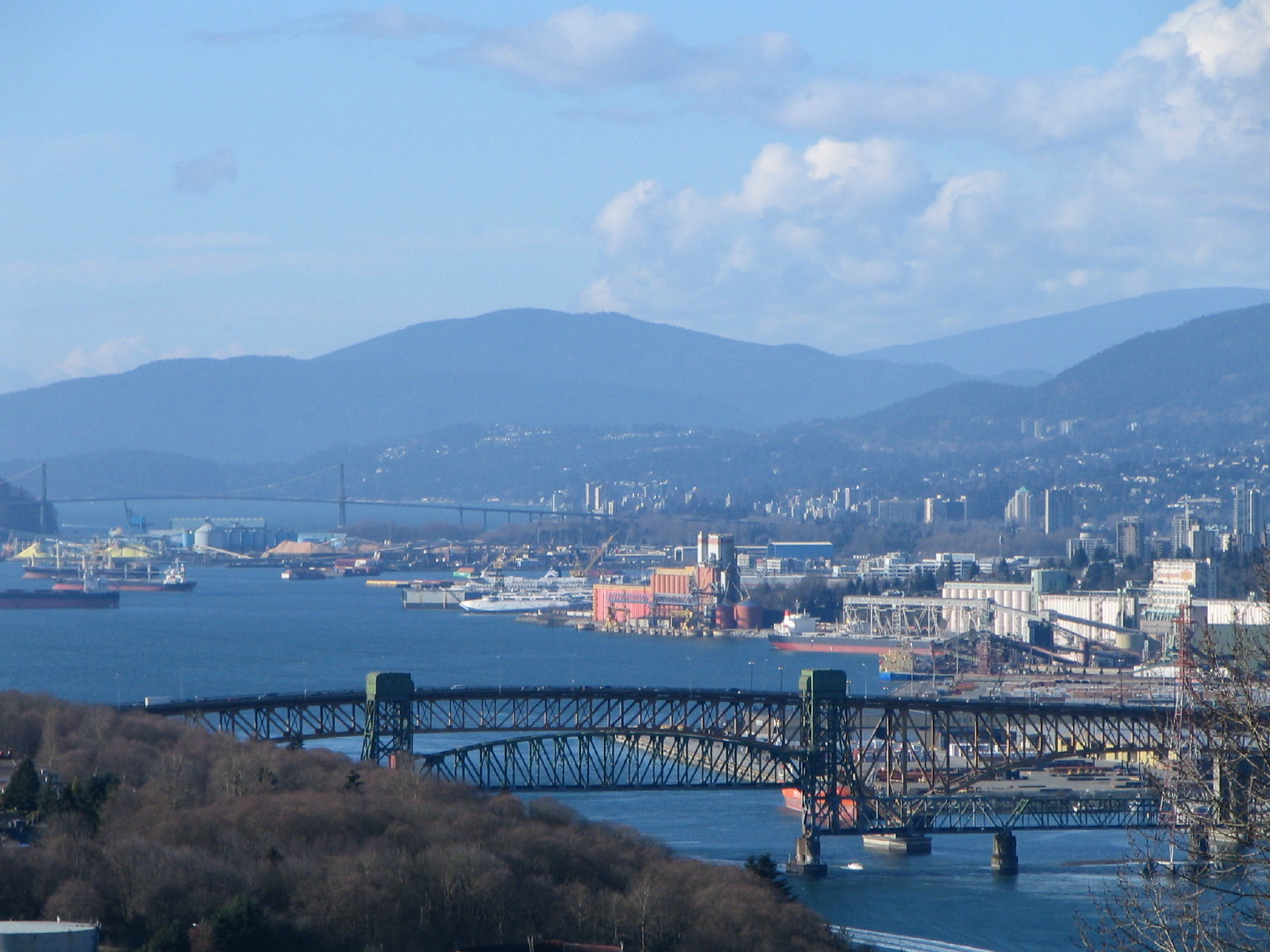
バラード入り江(奥に見えるつり橋がライオンズゲートブリッジ)

バラード入り江（バラード・インレット、Burrard Inlet）は、カナダのブリティッシュコロンビア州南西部にある岸辺から水底にかけてなだらかで比較的浅いフィヨルドである。最終氷期の頃に形成され、バラード半島（バンクーバーやバーナビー）とウェストバンクーバーやノースバンクーバーがある北岸地域とを二分している。
入り江周辺には数千年の昔より、スカーミッシュなどの先住民族が住んでいる。この地域にスペインの探検隊が初めて足を踏み入れたのが1792年6月19日のことであり、探検隊の隊長アルカラ・ガリアーノによって「Canal de Floridablanca」と名づけられた。その後、イギリス海軍所属の探検家ジョージ・バンクーバーによって、彼の友人であったハリー･バラード卿の名にちなんでバラード入り江と名づけられた。

## 地理
入り江はジョージア海峡からポートムーディに向かってほぼ垂直に東方向に伸びており、沿岸部には近代的な港、工業地帯(下に詳述)が整備されている他、バンクーバー、ウェストバンクーバー、ノースバンクーバー、バーナビー、ポートムーディなどの住宅地が存在する。入り江の後ろ1/3は、ディープコーブとベルカーラの間から北側に水面下が非常に急峻なインディアン･アームと呼ばれるフィヨルドが形成されている。インディアン･アームは幅がおよそ2km弱の入り江ながら最深部では深さ200m以上ある。入り江はジョージア海峡からポートムーディまで25kmの距離があり、インディアン･アームも20kmの長さがある。入り江には、その奥に向かっての最初の狭窄部であるファーストナローズ（First Narrows）には道路橋のライオンズゲートブリッジが、2番目の狭窄部であるセカンドナローズ（Second Narrows）には道路橋のアイアンワーカーズメモリアル・セカンドナローズクロッシングおよび鉄道橋のセカンドナローズブリッジが架かっている。入り江の横断手段としては、旅客専用定期フェリーのシーバスも運航されており、バンクーバーのウォーターフロント駅とノースバンクーバーのロンズデール・キー間を結んでいる。ライオンズゲートブリッジからアイアンワーカーズメモリアル・セカンドナローズクロッシングの間では、大型旅客船を含め多くの船舶が航行し、水上飛行機も発着を行う。

## バンクーバー港
バラード入り江はバラード半島の先端のスタンレーパークが外洋の波を受け止めるため、内部は波が非常に低く穏やかであるため港として非常に重宝されている。沿岸部には、一部に住宅街や商業街がある他は、船の積荷を運ぶための鉄道ステーション、コンテナターミナル、穀物倉庫、石油精製施設(入り江の東部)などの港湾施設が林立している。貨物船は、入港待機時には半島によって分け隔てられた外洋側のイングリッシュ･ベイに停泊する。入り江の港近辺で昔から変わらず緑が生い茂っている場所はスタンレーパークなどごく一部であり、かなりの地域が開発されているが、インディアン･アームは都市部に隣接していながら、上述のように沿岸部が非常に急峻であるためほとんど開発されていない（周辺にハイキングトレイルがある程度である）。